# Presidenti della Provincia di Vicenza
Elenco dei presidenti dell'amministrazione provinciale di Vicenza.

## Regno d'Italia (1861-1946)

### Presidenti del Consiglio provinciale (1867-1924)
- Lodovico Pasini (1867-1870)
- Fedele Lampertico (1870-1905)
- Bortolo Clementi (1905-1906)
- Guardino Colleoni (1906-1913)
- Angelo Valmarana (1913-1914)
- Marco Tattara (1914-1924)

### Presidenti della Deputazione provinciale (1889-1924)
| Nº | Nº | Ritratto | Nome              | Mandato | Mandato | Partito |
| Nº | Nº | Ritratto | Nome              | Inizio  | Fine    | Partito |
| -- | -- | -------- | ----------------- | ------- | ------- | ------- |
| 1  |    |          | Domenico Donati   | 1889    | 1899    | ?       |
| 2  |    |          | Gaetano Bottazzi  | 1899    | 1904    | ?       |
| 3  |    |          | Tarcisio Biasin   | 1904    | 1908    | ?       |
| 4  |    |          | Marco Tattara     | 1908    | 1914    | ?       |
| 5  |    |          | Tito Galla        | 1914    | 1919    | ?       |
| 6  |    |          | Gabrio Frigo      | 1919    | 1920    | ?       |
| 7  |    |          | Adriano Navarotto | 1920    | 1924    | ?       |

### Presidenti della Commissione Reale (1924-1929)
| Nº | Nº | Ritratto | Nome           | Mandato | Mandato | Partito                    |
| Nº | Nº | Ritratto | Nome           | Inizio  | Fine    | Partito                    |
| -- | -- | -------- | -------------- | ------- | ------- | -------------------------- |
| 1  |    |          | Giuseppe Roi   | 1924    | 1926    | Partito Nazionale Fascista |
| 2  |    |          | Luigi Da Porto | 1926    | 1929    | Partito Nazionale Fascista |

### Presidi del Rettorato (1929-1945)
| Nº | Nº | Ritratto | Nome                                     | Mandato | Mandato | Partito                       |
| Nº | Nº | Ritratto | Nome                                     | Inizio  | Fine    | Partito                       |
| -- | -- | -------- | ---------------------------------------- | ------- | ------- | ----------------------------- |
| 1  |    |          | Luigi Da Porto                           | 1929    | 1932    | Partito Nazionale Fascista    |
| 2  |    |          | Annibale Tentori                         | 1932    | 1936    | Partito Nazionale Fascista    |
| 3  |    |          | Giulio Capuzzo Dolcetta                  | 1936    | 1937    | Partito Nazionale Fascista    |
| 4  |    |          | Antonio Franceschini                     | 1937    | 1942    | Partito Nazionale Fascista    |
| 5  |    |          | Giacomo Pellizzari                       | 1942    | 1943    | Partito Nazionale Fascista    |
| –  |    |          | Edoardo Fanton (Commissario prefettizio) | 1943    | 1945    | Partito Fascista Repubblicano |

## Italia repubblicana (dal 1946)

### Presidenti della Deputazione provinciale (1945-1951)
| Nº | Nº | Ritratto | Nome              | Mandato | Mandato | Partito                                         |
| Nº | Nº | Ritratto | Nome              | Inizio  | Fine    | Partito                                         |
| -- | -- | -------- | ----------------- | ------- | ------- | ----------------------------------------------- |
| 1  |    |          | Giovanni Giuliari | 1945    | 1951    | Partito Socialista Italiano di Unità Proletaria |

### Presidenti della Provincia (dal 1951)

#### Eletti dal Consiglio provinciale (1951-1995)
| Nº | Nº | Ritratto | Nome                                          | Mandato          | Mandato        | Partito                                        | Elezione |
| Nº | Nº | Ritratto | Nome                                          | Inizio           | Fine           | Partito                                        | Elezione |
| -- | -- | -------- | --------------------------------------------- | ---------------- | -------------- | ---------------------------------------------- | -------- |
| 1  |    |          | Giorgio Oliva                                 | 1951             | 1958           | Democrazia Cristiana                           |          |
| –  |    |          | Romolo Todescato (Assessore facente funzioni) | 1958             | 1958           | Democrazia Cristiana                           |          |
| 2  |    |          | Renato Treu                                   | 1958             | 1967           | Democrazia Cristiana                           |          |
| 3  |    |          | Romolo Todescato                              | 1967             | 1970           | Democrazia Cristiana                           |          |
| 4  |    |          | Bartolomeo Garzia                             | 1970             | 1980           | Democrazia Cristiana                           |          |
| 5  |    |          | Giovanni Pandolfo                             | 1980             | 1988           | Democrazia Cristiana                           |          |
| 6  |    |          | Domenico Calearo                              | 18 novembre 1988 | 16 luglio 1990 | Democrazia Cristiana                           |          |
| 7  |    |          | Delio Giacometti                              | 16 luglio 1990   | 22 giugno 1993 | Democrazia Cristiana                           |          |
| 8  |    |          | Giuseppina Del Santo                          | 11 agosto 1993   | 24 aprile 1995 | Democrazia Cristiana Partito Popolare Italiano |          |

#### Eletti direttamente dai cittadini (1995-2014)
| Nº | Ritratto                                    | Ritratto       | Nome                                              | Mandato          | Mandato          | Partito                   | Elezione |
| Nº | Ritratto                                    | Ritratto       | Nome                                              | Inizio           | Fine             | Partito                   | Elezione |
| -- | ------------------------------------------- | -------------- | ------------------------------------------------- | ---------------- | ---------------- | ------------------------- | -------- |
| 9  |                                             |                | Giuseppe Doppio                                   | 8 maggio 1995    | 18 agosto 1997   | Partito Popolare Italiano | 1995     |
|    |                                             |                | Gian Valerio Lombardi (Commissario straordinario) | 18 agosto 1997   | 1º dicembre 1997 | —                         | —        |
| 10 |                                             |                | Manuela Dal Lago                                  | 1º dicembre 1997 | 28 maggio 2002   | Lega Nord                 | 1997     |
| 10 | 28 maggio 2002                              | 30 maggio 2007 | Manuela Dal Lago                                  | 2002             |                  | Lega Nord                 |          |
| 11 |                                             |                | Attilio Schneck                                   | 30 maggio 2007   | 31 maggio 2012   | Lega Nord                 | 2007     |
| –  | Attilio Schneck (Commissario straordinario) | 31 maggio 2012 | 12 ottobre 2014                                   | —                |                  | Lega Nord                 |          |

#### Eletti dai sindaci e consiglieri della provincia (dal 2014)
| Nº | Nº | Ritratto | Nome            | Mandato         | Mandato         | Partito                                                      | Elezione |
| Nº | Nº | Ritratto | Nome            | Inizio          | Fine            | Partito                                                      | Elezione |
| -- | -- | -------- | --------------- | --------------- | --------------- | ------------------------------------------------------------ | -------- |
| 12 |    |          | Achille Variati | 12 ottobre 2014 | 13 giugno 2018  | Partito Democratico                                          | 2014     |
| 13 |    |          | Francesco Rucco | 31 ottobre 2018 | 29 gennaio 2023 | Indipendente di destra                                       | 2018     |
| 14 |    |          | Andrea Nardin   | 29 gennaio 2023 | in carica       | Indipendente di Centro (2023-2025) Fratelli d'Italia (2025-) | 2023     |